# Gibraltar Football Club
El Gibraltar FC fue un equipo de fútbol de Gibraltar que alguna vez jugó en la Gibraltar Premier Division, la máxima categoría de fútbol en el territorio británico de ultramar.

## Historia
Fue fundado en noviembre del año 1893 en el territorio ultramar de Gibraltar como uno de los primeros equipos de fútbol establecidos en el territorio y el club estaba compuesto por soldados del ejército británico radicados en Gibraltar.
El club fue uno de los equipos fundadores de la Gibraltar Premier Division en 1895, y fueron el primer equipo campeón de la Merchants Cup esa misma temporada, campeonato que por entonces designaba al mejor equipo del territorio hasta la creación de la Premier Division y posteriormente renombrada como Rock Cup, el torneo de copa.
Gracias a eso, el fútbol comenzó a hacerse popular dentro de Gibraltar y también fue uno de los primeros equipos de fútbol de Gibraltar que disputó partidos ante clubes extranjeros, entre los cuales incluye un partido ante el Real Betis de España en el año 1914.
El club dejó de existir en el año 1940 debido a la Primera Guerra Mundial, aunque solo desapareció en la categoría masculina porque su equipo femenino todavía existe, y fue campeón de la liga femenina en el año 2011.

## Uniforme
- Uniforme titular: Camiseta dividida en dos mitades, la mitad derecha negra con manga roja y la mitad izquierda roja con manga negra, pantalón blanco y medias negras.
- Uniforme alternativo: Camiseta blanca, pantalón negro y medias blancas.

## Palmarés
- Gibraltar Premier Division: 2

1895, 1923/24
La primera bajo su antigua denominación de Merchants Cup.